# Pestell elèctric

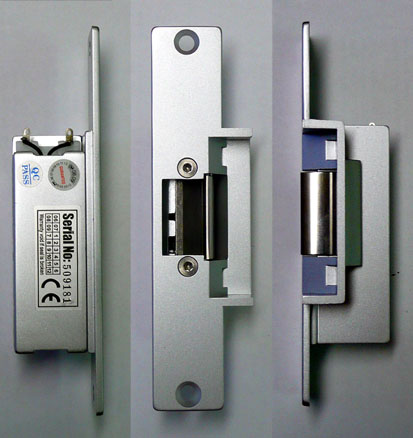
Pestell elèctric

Un pestell elèctric (o també: obreportes elèctric) és un mecanisme de control d'accessos. Consisteix en un pestell unit a un electroimant, el qual desbloqueja el pany d'una porta, permetent la seva obertura deixant lliure el pas. Fou originalment patentat en la Nova York de la década de 1880.
En els llocs en els quals hi ha més d'un habitatge, hi sol haver un porter electrònic al carrer, (o una simple Placa de Polsadors), compost d'un nombre determinat de polsadors (habitualment un per habitatge) amb el rètol al costat del núm. d'habitatge, del núm. del pis o el nom de l'inquilí. Com a resposta per obrir la porta es sol prémer un botó des de dins de l'habitatge, que activa l'electroimant que allibera el pestell.

## Tipus
Existeixen dues configuracions típiques de pestells elèctrics: 
- Estàndard (normalment tancat): el pany roman bloquejat fins que s'activa la bobina a través d'un corrent elèctric.
- Invers (normalment obert): el pany roman desbloquejat fins que s'activa la bobina per a bloquejar-lo.

## Parts d'un pestell elèctric
1. Frontal: peça exterior que se situa en el marc de la porta per tal de protegir el pestell elèctric.
2. Pestell pròpiament dit: (fixos o ajustables, profunds o estrets) permeten que el pestell elèctric funcioni amb qualsevol tipus de pany.
3. Bobina:  Electroimant fet de material conductor, típicament de fil de coure esmaltat.
4. Tapa: Peça que protegeix l'interior del pestell elèctric

## Funcions
Depenent del fabricant, els pestells elèctrics poden tenir diferents opcions (p.e: monitoratge).
1. Automàtic: funció que manté el pestell elèctric "obert" fins que el portal hagi estat franquejat.
2. Amb monitoratge: Indica l'estat de la porta (oberta/tancada). En alguns casos es poden trobar pestells elèctrics el monitoratge dels quals indiqui també l'estat del pestell elèctric (bloquejat/desbloquejat)
3. Amb desbloqueig mecànic: es tracta d'una palanca situada en la part frontal del pestell elèctric. En activar aquesta palanca es mouen les palanques internes del mecanisme, permetent que es mogui el pestell sense necessitat d'activar la bobina. D'aquesta manera el pestell elèctric romandrà obert fins que la palanca de desbloqueig torni a desactivar-se.